# Guy Demel
Guy Demel, född 13 juni 1981 i Paris, är en ivoriansk fotbollsspelare (mittfältare) som spelar för franska Red Star FC. Han har tidigare spelat för Elfenbenskustens fotbollslandslag.